# Domingo Antonio de Lara

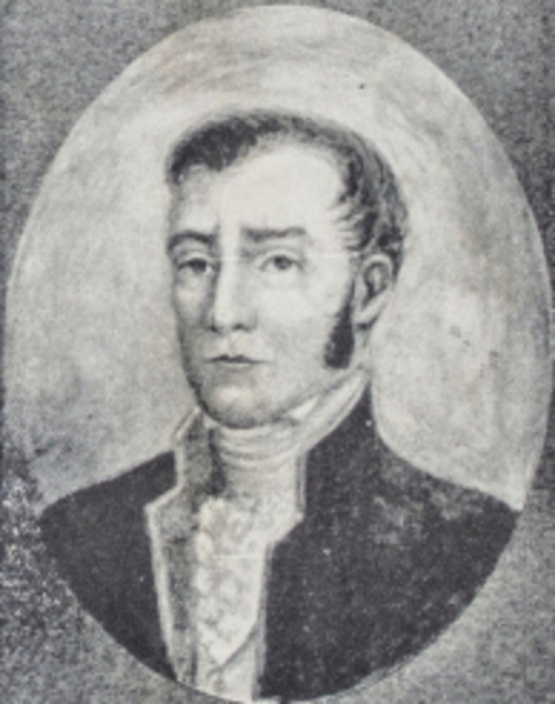
Domingo Antonio de Lara y Aguilar

Domingo Antonio de Lara y Aguilar  (* 30. August 1783 in San Salvador; † 1837 oder 1844) war ein salvadorianischer Luftfahrtpionier und Politiker. 

## Leben
Er wurde als Sohn des ehemaligen Bürgermeisters Domingo Antonio de Lara und seiner Frau Ana Petrona Aguilar in San Salvador geboren. Er wuchs zusammen mit seinen Brüdern und einer Schwester auf. 
Ab 1795 war Domingo Antonio Student an der Königlichen und Päpstlichen Universität San Carlos in Guatemala-Stadt, wo er Natur- und Geisteswissenschaften studierte. 
Im Jahr 1809 baute er das erste Fluggerät in El Salvador. Seine Konstruktion war ein einfacher Gleiter aus Holz und Leinenstoff, mit dem er die ersten Flüge von salvadorianischen Hügeln aus unternahm. Domingo Antonio verbesserte seine Fluggeräte und soll danach zum ersten Mal eine Strecke von 1600 Metern im heutigen Gelände des National-Zoos von San Salvador geflogen sein. Seine Flugvorführungen führte er jeweils am Wochenende der Öffentlichkeit vor, um damit Geld zu verdienen und seine Experimente zu finanzieren. Geldmangel zwang ihn jedoch zur Aufgabe. 
Am 4. Mai 1811 heiratete er Manuela Antonia de Arce. Wegen seiner Beteiligung an der Jornada libertaria am 5. November 1811 wurde er für mehrere Monate inhaftiert. Nach seiner Freilassung nahm er aktiv am separatistischen Aufstand teil und wurde am 24. Januar 1814 angeschossen. Er wurde durch die spanischen Behörden weiter verfolgt und dann erneut inhaftiert. Dank der Bemühungen seiner Frau wurde er im Juni 1818 begnadigt und aus der Haft im folgenden Jahr entlassen. Nach seiner Haftentlassung widmete er sich jedoch weiter dem Kampf, um die mittelamerikanische Unabhängigkeit von Spanien zu erreichen. 
Im Jahr 1822 wurde er zum Bürgermeister und Mitglied des Provinzkongresses von San Salvador gewählt. Ein Jahrzehnt später, auf dem Höhepunkt seiner politischen Tätigkeit, war er Generalquartiermeister der Finanzen des Staates El Salvador (Hacienda del estado de El Salvador). 1832 wurde Domingo Antonio de Lara stellvertretender Vorsitzender des Parlamentes von El Salvador. Von 1834 bis 1836 war er Mitglied des Bundeskongresses.
1837 oder 1844 verstarb er, der genaue Ort und Zeitpunkt seines Todes ist unbekannt. Er hatte zwei Töchter, Antonia und Dominga.

## Posthum
Im Jahre 1961 erschien eine Briefmarke der Regierung von El Salvador. Auf der 10 Centavos Marke wurde er mit zwei weiteren Personen abgebildet, die sich mit ihm um die Unabhängigkeit El Salvadors verdient gemacht hatten.